# ウェンディ・マクレンドン＝コーヴィ
ウェンディ・マクレンドン＝コーヴィ（Wendi McLendon-Covey、1969年10月10日 - ）は、アメリカ合衆国出身の女優である。

## 出演作品

### テレビ
- 恋のからさわぎ
- GREEK〜ときめき★キャンパスライフ
- それいけ！ゴールドバーグ家

### 映画
- 恋愛だけじゃダメかしら?
- ブライズメイズ　史上最悪のウェディングプラン（リタ）
- ポリス・バカデミー/マイアミ危機連発!
- オレの獲物はビンラディン（マーシ）
- ザ・シークレットマン
- グースバンプス 呪われたハロウィーン Goosebumps 2: Haunted Halloween (2018) - キャシー・クイン役
- ハート・オブ・マン What Men Want (2019) - オリヴィア役
- プレイモービル マーラとチャーリーの大冒険 Playmobil: The Movie (2019) - グリナラ役 ※声の出演
- シルヴィ 〜恋のメロディ〜 Sylvie's Love (2020) - ルーシー役
- ロング・ウィークエンド Long Weekend (2021) - パトリシア役
- マイ・エレメントElemental(2023)-ゲイル・キュミュラス役